# Тужик, Николай Павлович

Удостоверение Николая Павловича Тужика к медали «За оборону Ленинграда» (посмертно). Опубликовано в книге: Колотило М. Н. Толстовский дом. Люди и судьбы / Под научн. ред. д. ист. н. В. Г. Смирнова-Волховского. — СПб.: Искусство России, 2010. — 296 с.: илл. ISBN 978-5-98361-119-1 См. стр. 96.

Николай Павлович Тужик (6 мая 1906 года, Санкт-Петербург — в ночь с 12 на 13 октября 1941 года, в бою возле деревни Каменка на Пулковских высотах) — красноармеец, связист, защитник Ленинграда.
Совершил воинский подвиг, восстановив во время боя оперативный телефонный кабель между штабами полка и дивизии под огнём противника, но при этом погиб.
Посмертно награждён медалью «За оборону Ленинграда».

## Биография
Родился в семье служащего сверхсрочной службы (позже — вольнонаёмного) курьера старшего разряда Главного интендантского управления Военного министерства Тужика Павла Семёновича и санкт-петербургской мещанки, бывшей служительницы Воспитательного дома, Александры Осиповны.
Проживал с родителями, а позже с женой и дочерью на Васильевском острове, 9-я линия, дом 16, кв. 20.
До 1930 года был на срочной службе в РККА.
20 февраля 1931 года женился на Елене Фёдоровне (1909—1978), дочери бывшего мастера завода Адмиралтейские верфи Волкова Фёдора Алексеевича.
Перед Великой Отечественной войной работал на Заводе № 210 им. Н. Г. Козицкого Народного комиссариата авиационной промышленности. Имел освобождение от призыва (т. н. «бронь»), как сотрудник оборонного завода.

## В дни войны
В первые дни войны написал заявление о желании пойти добровольцем на фронт.
Призван в действующую армию 14 июля 1941 года Василеостровским районным военкоматом и определён в 4-ю дивизию народного ополчения. С 27 июля дивизия переименована в 5-ю дивизию народного ополчения. До начала сентября 1941 года находилась на положении запасной, отправив в другие дивизии несколько маршевых батальонов (свыше 12 тысяч человек).
С одним из маршевых батальонов Н. П. Тужик в июле — августе участвовал в боях на Лужском оборонительном рубеже, и с боями отступал к Ленинграду. С остатками личного состава, уцелевшего в боях был отправлен на переформирование 5-й дивизии народного ополчения.
В это время в блокадном Ленинграде оставались его мать, жена, дочь и сестра. Мать, Александра Осиповна Тужик, умерла от голода в апреле 1942 года. Брат, Пётр Павлович Тужик, также как и Николай Павлович, добровольцем ушёл на фронт и погиб при форсировании Днепра в 1943 году.
В конце августа — начале сентября 1941 дивизия была переформирована, пополнена в основном добровольцами Выборгского и Василеостровского районов.
12 сентября в 16:00 в составе своего полка выступил из Ленинграда, от места переформирования дивизии (ул. Комсомола), и к 5:00 13 сентября дивизия заняла оборону в районе Пулковских высот на рубеже Горелово — северная окраина Константиновки — Верхнее Койрово — Пулково.
Упорной обороной в сочетании с неоднократными контратаками 5-я дивизия сорвала все попытки противника ворваться через Пулковские высоты в Ленинград.
21 сентября 5-я дивизия Народного ополчения реорганизована и переименована в 13-ю стрелковую дивизию (под командованием П. А. Зайцева), а полк, где служил Н. П. Тужик, был переименован в 119 стрелковый полк.

## Воинский подвиг
В ночь с 12 на 13 октября 1941 года у деревни Каменка на Пулковских высотах под Ленинградом восстановил под огнём противника оперативный телефонный кабель между штабами полка и дивизии, но при этом «в бою за Социалистическую Родину, верный воинской присяге, проявив геройство и мужество, был убит».
Похоронен с воинскими почестями на кладбище деревни Каменка.
Могила, кладбище и деревня были полностью разрушены в ходе длительных боёв на Пулковских высотах в течение 1941—1944 годов.
Указом Президиума Верховного Совета СССР от 22 декабря 1942 года посмертно награждён медалью «За оборону Ленинграда».
Награда вручена вдове ровно через год после указа.

## Публикации, где он упоминается

### Книги
- Доценко В. Д., Гетманец Г. М., Хмыров В. Л., Щербаков В. Н. Герои битвы за Ленинград. Биографический словарь. — СПб.: Судостроение, 2005. — 472 с., илл. ISBN 5-7355-0678-1 (См. очерк «Тужик Николай Павлович» (с портретом), С. 216—217)
- Гетманец Г. М. Герои битвы за Ленинград. — СПб.: Аврора-Дизайн , 2010. — 488 с., илл. (См. очерк «Тужик Николай Павлович» (с портретом), С. 419)
- Кокосов В. Н. Живи, любимый город! : Короткие этюды на великую тему подвига. — СПб.: «Группа МИД», 2014. — 208 с. (См. очерк: «Все на фронт! Судьба награды № 21925». Стр. 54-55.)
- Доценко В. Д., Гетманец Г. М., Макаров С. И., Щербаков В. Н. Они защищали Ленинград. — СПб.: Аврора-Дизайн, 2011. — 672 с., илл. (См. очерк «Тужик Николай Павлович» (с портретом), С. 577)
- Доценко В. Д. Старший механик Григорий Михайлович Колотило (к 75-летию со дня рождения) / Под ред. Л. Г. Колотило. — Спб., Издательство ВИРД, 2003. — 120 с., илл. (См. раздел «Родители жены»).
- Кокосов В. Н. Судьба награды / Ленинград. Война. Блокада. Прорыв Блокады: материалы и исследования. — СПб.: ГАЛАРТ, 2019. С. 483-484.
- Колотило М. Н. Толстовский дом. Люди и судьбы / Под научн. ред. д. ист. н. В. Г. Смирнова-Волховского. — СПб.: Искусство России, 2010. — 296 с.: илл. ISBN 978-5-98361-119-1 (См. стр. 96 удостоверение Н. П. Тужика к медали «За оборону Ленинграда»).

### Газета
- Кокосов В. Н. Ключей к нему в других столицах нет! / Санкт-Петербургский курьер, 26 сентября — 2 октября 2013 года, № 25 (658). С.20. (Очерк «Судьба награды № 21925»).

## Память

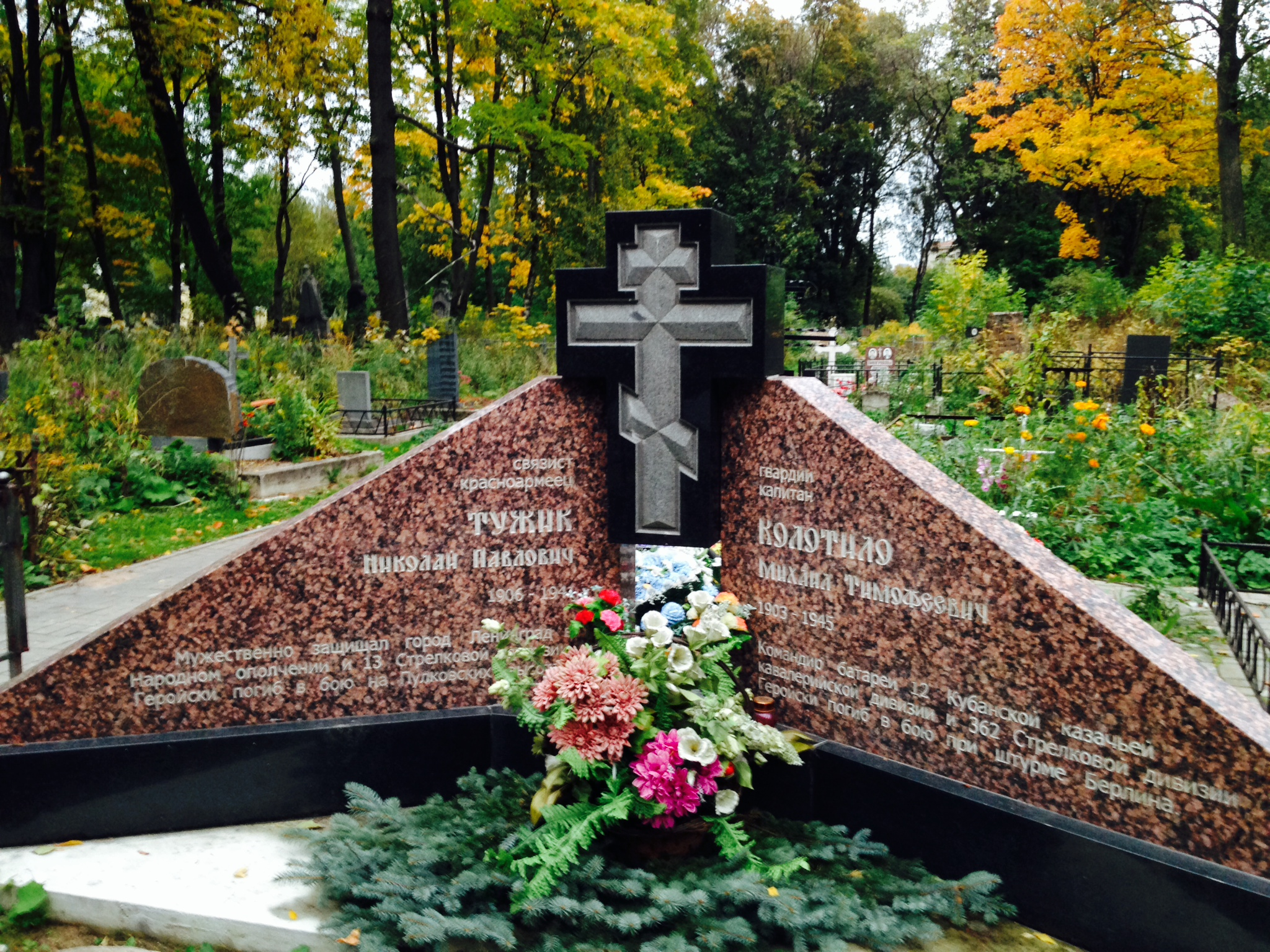
Крест-памятник (кенотаф) Н. П. Тужику на Волковском православном кладбище, на Глазуновской дорожке. Установлен к годовщине его гибели в 2013 году. На памятнике также помещено имя гвардии капитана Колотило Михаила Тимофеевича (1903—1945), погибшего при штурме Берлина. Николай Павлович Тужик и Михаил Тимофеевич Колотило — деды Леонида Григорьевича Колотило

- Занесён в «Книгу Памяти» Василеостровского районного военкомата города Санкт-Петербурга[2].
- Занесён в печатную «Книгу Памяти Ленинграда»[4]
- Очерк о нём «Тужик Николай Павлович» (с портретом) в книге: Доценко В. Д., Гетманец Г. М., Хмыров В. Л., Щербаков В. Н. Герои битвы за Ленинград. Биографический словарь. — СПб.: Судостроение, 2005. С. 216—217. ISBN 5-7355-0678-1
- Очерк о нём «Тужик Николай Павлович» (с портретом) в книге: Гетманец Г. М. Герои битвы за Ленинград. — СПб.: Аврора-Дизайн , 2010. С. 419.
- Очерк о нём «Тужик Николай Павлович» (с портретом) в книге: Доценко В. Д., Г. М. Гетманец, Макаров С. И., Щербаков В. Н. Они защищали Ленинград. — СПб.: Аврора-Дизайн, 2011. — С. 577.
- Очерк о нём (раздел «Тесть», стр. 44-45) и фотография с женой (стр.48) в книге: Доценко В. Д. Старший механик Григорий Михайлович Колотило (к 75-летию со дня рождения) / Под ред. Л. Г. Колотило. — Спб., Издательство ВИРД, 2003. — 120 с., илл.
- Публикация удостоверения Н. П. Тужика к медали «За оборону Ленинграда» (посмертно) на стр. 96 в книге: Колотило М. Н. Толстовский дом. Люди и судьбы / Под научн. ред. д. ист. н. В. Г. Смирнова-Волховского. — СПб.: Искусство России, 2010. — 296 с.: илл. ISBN 978-5-98361-119-1
- О Н. П. Тужике и его подвиге было рассказано в телевизионной программе «Историограф» от 9 сентября 2013 года (недоступная ссылка)
- Публикация о его подвиге: Кокосов В. Н. Ключей к нему в других столицах нет! / Санкт-Петербургский курьер, 26 сентября — 2 октября 2013 года, № 25 (658). С.20. (Очерк «Судьба награды № 21925»).
- Телевизионная программа «Беседка» от 27 января 2015 года. Рассказ о Н. П. Тужике и его подвиге[5]